# Лі Санхе
Лі Санхе (яп. 李山海, 이산해; 1539—1603) — корейський державний діяч, цивільний чиновник династії Чосон.
З 1562 року працював в Відомстві особливих ванських радників, а з 1563 року обіймав посаду заступника голови Міністерства кадрів. Після 1567 році перебував на посаді голови Відомства інспекторів. У 1578 був призначений Головний цензором і році викрив групу корупціонерів на чолі з йонийджоном з роду Юн.  У 1580 році займав посаду голови Міністерства покарань. З наступного року поперемінно призначався головою усіх шести міністерств. У 1589 році був призначений йонийджоном. Був скинутий з цієї посади опозиціонерами через скандал зі своїм сином. З початком Імджинської війни у 1592 році був позбавлений усіх тиутлі і рангів за неспроможність передбачити японську агресію. У 1599 році був повторно призначений йонийджоном.